# Verneuilina
Verneuilina, en ocasiones erróneamente denominado Verneolina y Verneulina,  es un género de foraminífero bentónico de la subfamilia Verneuilininae, de la familia Verneuilinidae, de la superfamilia Verneuilinoidea, del suborden Verneuilinina y del orden Lituolida. Su especie tipo es Verneuilina tricarinata. Su rango cronoestratigráfico abarca desde el Kimmeridgiense (Jurásico superior) hasta el Maastrichtiense (Cretácico superior).

## Discusión
Clasificaciones previas incluían Verneuilina en el suborden Textulariina del orden Textulariida, o en el orden Lituolida sin diferenciar el suborden Verneuilinina.

## Clasificación
Se han descrito numerosas especies de Verneuilina. Entre las especies más interesantes o más conocidas destacan:
- Verneuilina tricarinata

Un listado completo de las especies descritas en el género Verneuilina puede verse en el siguiente anexo.